# روي دوارتي دي كارفالو
روي ألبرتو دوارتي غوميش دي كارفالو (22 أبريل 1941 - 12 أغسطس 2010) (بالبرتغالية: Ruy Duarte de Carvalho‏) كاتب ومخرج أفلام أنغولي. ركّزت أعماله - التي امتدت على مدى أكثر من ثلاثة عقود - على شعب كوفالي في جنوب أنغولا.

## مسيرته
ولد في البرتغال عام 1941، وفي عام 1975 حصل على الجنسية الأنغولية. من عام 1975 إلى عام 1982، أخرج حوالي عشرين فيلمًا وثائقيًا، وفيلمًا طويلًا واحدا للتلفزيون الأنغولي والمعهد الأنغولي للسينما، والذي فاز بجوائز في مهرجانات أميان وأفيرو وقرطاج وواغادوغو وهراري. ألّف عشرة مجلدات شعرية، وحصل في عام 1989 على الجائزة الوطنية للأدب الأنغولي. تخرج في الأنثروبولوجيا الاجتماعية، وعمل محاضرًا في جامعة أغوستينو نيتو في لواندا.
تأثر كارفالو بشدة بعمل زميله الكاتب الأنغولي خوسيه لواندينو فييرا، والكاتب البرازيلي جواو غيماريش روزا.

## روابط خارجية
- روي دوارتي دي كارفالو على موقع IMDb (الإنجليزية)
- روي دوارتي دي كارفالو على موقع كينوبويسك (الروسية)